# Hattstedt
Hattstedt (frisó septentrional Haatst, danès Hatsted) és un municipi del districte de Nordfriesland, dins l'Amt Nordsee-Treene, a l'estat alemany de Slesvig-Holstein. És a 6 kilòmetres d'Husum. El 31 de desembre del 2023 tenia 2.654 habitants.